# Solo (musik)
 Denne artikel omhandler Solo (musik). Opslagsordet har også en anden betydning, se Solo.
Grundbetydningen af solo er ene og bruges inden for musikken i flere sammenhænge.
- At synge alene, kaldes at synge solo. Betegnelsen bruges for at adskille sangen fra korsang.

- En solokoncert er et musikstykke, hvor et enkelt instrument bærer melodistemmen hele tiden. Eksempelvis vil klaveret være helt dominerende i en klaverkoncert. En sådan solokoncert kan spilles på et enkelt instrument mens orkestret blot bidrager med et mere fyldigt lydbillede.

- En solo er en del af et musikstykke, hvor et enkelt instrument dominerer og musikeren får mulighed for at udfolde sig frit. Eksempelvis vil der ofte være en guitarsolo i et rocknummer.

| Musik | Spire Denne musikartikel er en spire som bør udbygges. Du er velkommen til at hjælpe Wikipedia ved at udvide den. |